# چنس (مریلند)
چنس (به انگلیسی: Chance) شهری در ایالت مریلند کشور ایالات متحده آمریکا است که جمعیت آن در سرشماری سال ۲۰۱۰ میلادی، ۳۵۳ نفر بوده‌است.